# 阿布拉省
阿布拉省，菲律賓華人称盒撈省（闽南语白話字：A̍p-la），是菲律宾吕宋岛科迪勒拉行政区的一个内陆省份，成立于1917年，人口约20万（2000年），首府邦贵。